# Seismische discontinuïteit

Interne opbouw van de Aarde in "schillen": geel = kern, lichtoranje = ondermantel, donkeroranje = bovenmantel, bruin = korst. De overgangen tussen deze "schillen" worden veroorzaakt door een aantal belangrijke seismische discontinuïteiten.

Een seismische discontinuïteit of discontinuïteitsvlak is in de seismologie een zone in het binnenste van de Aarde waar seismische snelheden discontinu (sprongsgewijs) veranderen (impedantieverandering). Seismische discontinuïteiten worden veroorzaakt door veranderingen in chemische samenstelling, mineralogische structuur of aggregatietoestand (faseovergangen) in het binnenste van de Aarde, waardoor de materiaalconstanten veranderen.
Discontinuïteiten die waar dan ook in de Aarde voorkomen worden globale discontinuïteiten, discontinuïteiten die niet overal voorkomen lokale of regionale discontinuïteiten genoemd. De meeste discontinuïteiten vormen geen echt discontinue overgang zodat het bij benadering overgangszones zijn die zich uitstrekken over een bepaald diepteinterval. Een discontinuïteit met een abrupte (echt discontinue) verandering in seismische snelheid wordt een nulde-orde-discontinuïteit genoemd.

## Discontinuïteiten op de overgangen in de opbouw van de Aarde
Grote door chemische en fysische overgangen veroorzaakte discontinuïteiten zijn bijvoorbeeld de Wiechert-Gutenbergdiscontinuïteit (de grens tussen de aardmantel en de aardkern op 2895 km diepte), de Lehmanndiscontinuïteit (op 210 km in de bovenmantel), de Gutenbergdiscontinuïteit (de grens tussen de lithosfeer en de asthenosfeer), Mohorovičić-discontinuïteit (de grens tussen de aardkorst en de aardmantel) en de Conraddiscontinuïteit (tussen de onder- en bovenkorst).

## Discontinuïteiten door faseovergangen
Een aantal discontinuïteiten in de mantel wordt door mineralogische (metamorfe) fase-overgangen veroorzaakt. Deze discontinuïteiten worden naar hun respectievelijke diepten genoemd. Ze vormen samen de zogenaamde manteltransitiezone, de overgang van de bovenmantel naar de ondermantel. De belangrijkste drie van deze discontinuïteiten liggen op 410 km (overgang in olivijn van een α-olivijnstructuur naar een β-spinelstructuur), 520 km (overgang in olivijn van β-spinelstructuur naar γ-spinelstructuur) en 660 km (waar olivijn overgaat van een spinel- naar een perovskietstructuur).

## Regionale discontinuïteiten
Regionaal herkende en vaak omstreden discontinuïteiten zijn bijvoorbeeld de Halesdiscontinuïteit (onder centraal Noord-Amerika), de X-discontinuïteit (toegeschreven aan een onbekende fase-overgang), de 720-km-discontinuïteit (fase-overgang in granaat), de Repettidiscontinuïteit (onbekende oorzaak), de 1200-km-discontinuïteit (fase-overgang in kwarts) en de 1700-km-discontinuïteit (misschien een fase-overgang in wüstiet).